# 魔法少女小圓 Magia Exedra
《魔法少女小圓 Magia Exedra》，簡稱，是改編自電視動畫《魔法少女小圓》的對應智慧手機系統的角色扮演遊戲，由 Pokelabo和f4samurai製作、Pokelabo營運，於2025年3月27日正式上線。

## 概要
這是一款以2011年初引發社會現象的電視動畫《魔法少女小圓》為原作的全新手機遊戲。2024年4月22日，官方宣布了這款遊戲的開發計畫，並在同日的《讀賣新聞》晨報上刊登由角色設計師蒼樹梅親自繪製的全版廣告。同時，官方啟動了遊戲的預告網站和X帳戶，並公開了遊戲的概念視覺圖。
遊戲的開發和運營由Pokelabo負責，並由曾經開發並運營自2017年8月22日至2024年7月31日的手機遊戲《魔法紀錄 魔法少女小圓外傳》的f4samurai參與共同開發。在本作中，玩家可以通過《魔法紀錄》服務結束後發布的離線版本中的繼承碼來繼承《魔法紀錄》的遊戲數據，並獲得繼承特典。
2024年6月17日，官方開設YouTube頻道，並發布預告影片，還宣布了官方節目的預定播出時間。同年7月2日，官方節目首次揭示了遊戲的具體內容。
2025年3月8日，官方於YouTube頻道直播中，宣布3月27日正式上線。

## 遊戲背景
本作的主要舞台是「燈塔劇場」，這裡是魔法少女記憶之光匯聚的神秘場所。玩家將與神秘少女「名」一同展開旅程，她在燈塔中邂逅神秘存在「A-Q」，並在其引導下踏上尋找遺失記憶之光的探索之路。隨著旅程的推進，「名」逐步揭開自己的過去，拼湊四散的魔法少女記憶之光，這便是故事的核心。
本遊戲不僅包含原作《魔法少女小圓》，還收錄了前作《魔法紀錄》，以及外傳漫畫作品《魔法少女小織》《魔法少女和美》《魔法少女貞德》《魔法少女鈴音》等一系列作品中的歷代魔法少女，玩家將透過她們的記憶來重溫故事情節。此外，還加入了獨創的「IF」（假設）路線，帶來不同於正篇的全新故事情節，為玩家呈現更多可能性的發展與驚喜。

## 遊戲系統
玩家可透過魔法少女的記憶來重溫歷代作品的故事，不僅以3D完整重現，還有Live2D動畫作為冒險模式的表現方式。與《魔法紀錄》相比，本作的Live2D技術在角色表情、上色方式、動作等方面皆有大幅提升。
遊戲的主要玩法由3D CG呈現，玩家可組成最多五人的隊伍，選擇記憶之窗並進入魔女的結界進行探索。在結界的迷你地圖上移動，蒐集記憶之光和道具，並與魔女及使魔展開戰鬥。目標是深入結界最深處，擊敗最終頭目魔女，以完成任務。
戰鬥採用時間軸回合制戰鬥系統，魔法少女將以「記憶」的形式與敵人戰鬥。戰鬥方式包括普通攻擊、消耗SP施展的強力技能，以及每個記憶召喚體獨有的必殺技，該必殺技可在蓄滿能量條後由玩家自由選擇時機施放。敵人擁有類似護盾的「Break Gauge」，玩家需透過攻擊來削減破防值，一旦完全削減，敵人將進入破防狀態，承受更大的傷害。
角色擁有「職責」與「屬性」兩大特性，職責分為「Attacker」「Breaker」「Buffer」「Debuffer」「Defender」「Healer」共六種，玩家可根據戰略自由組合隊伍。屬性則有「光」「暗」「火」「木」「水」「無」六種，敵人亦具有特定屬性，若以克制屬性的攻擊擊中敵人，可更有效削減破防值或降低其生命值。
完成任務後，玩家可獲得稱為「肖像畫」（Portrait）的道具，這些道具為遊戲內經典場景的單張插畫，能夠裝備在魔法少女身上來提升能力。
除了主線任務，本作還提供額外的挑戰內容，例如戰鬥模式、PvP玩家對戰等戰鬥玩法。此外，遊戲內建社群功能，玩家可與他人組成「聯盟」（Union），透過聊天與協力模式進行交流與合作。

## 登場角色

### 魔法少女小圓的角色

#### 主要角色
鹿目圓（聲：悠木碧）
晓美焰（聲：齋藤千和）
巴麻美（聲：水橋香織）
美樹沙耶香（聲：喜多村英梨）
佐倉杏子（聲：野中藍）
百江渚（聲：阿澄佳奈）（未實裝）
丘比（Kyubey，聲：加藤英美里）（NPC）

#### 見瀧原中學
志仁美（聲：新谷良子）（NPC）
上條恭介（聲：吉田聖子）（NPC）
早乙女和子（聲：岩男潤子）（NPC）

#### 主角的親屬
鹿目詢子（聲：後藤邑子）（NPC）
鹿目知久（聲：岩永哲哉）（NPC）
鹿目達也（聲：水橋香織）（NPC）

### 魔法紀錄的角色

#### 三日月莊
環彩羽（聲：麻倉桃）
七海八千代（聲：雨宮天）
由比鶴乃（聲：夏川椎菜）
深月菲莉西亞（聲：佐倉綾音）
二葉紗奈（聲：小倉唯）
環羽衣（聲：石見舞菜香）（未實裝）

#### 桃子的隊伍
十咎桃子（聲：小松未可子）
秋野楓（聲：大橋彩香）
水波玲奈（聲：石原夏織）

#### Magius之翼
阿莉娜·格雷（聲：竹達彩奈）
里見燈花（聲：釘宮理惠）
柊音夢（聲：諸星堇）
梓美冬（聲：中原麻衣）（未實裝）
天音月夜／明槻月夜（聲：内田真禮）
天音月咲（聲：内田彩）

#### 其他神濱市人物
八雲美玉（聲：堀江由衣）（未實裝）
和泉十七夜（未實裝）
瀨奈御琴（聲：本渡楓）（未實裝）
雪野加奈惠（聲：森奈奈子）（未實裝）
安名梅露（聲：高尾奏音）（未實裝）
雪野加奈惠（聲：森奈奈子）（未實裝）

#### 次要人物
御園花凜（聲：金元壽子）
龍城明日香（聲：瀨戶麻沙美）
空穗夏希（聲：杜野真子）
常盤七香（聲：M·A·O）
夏目佳子（聲：鈴木繪理）
純美雨（聲：西明日香）
伊吹麗良（聲：高野麻里佳）
桑水清佳（聲：和氣杏未）
相野美都（聲：長繩麻理亞）
粟根心（聲：近藤玲奈）
更紗帆奈（聲：岡咲美保）
真尾日美香（聲：大空直美）
五十鈴憐（聲：尾崎由香）
靜海木葉（聲：Lynn）
遊佐葉月（聲：佳村遙）
三栗菖蒲（聲：木戶衣吹）
加賀見真良（聲：石上靜香）
綾野梨花（聲：伊藤加奈惠）
千秋理子（聲：赤尾光）
艾希莉·泰勒（聲：天城莎莉）
入名庫什（聲：古賀葵）
春名木實（聲：三森鈴子）（未實裝）
木崎衣美里（聲：鬼頭明里）（未實裝）
都雛乃（聲：朝日奈丸佳）（未實裝）
矢宵可乃子（聲：加隈亞衣）（未實裝）
志伸晶（聲：村中知）（未實裝）

#### 其他主要人物
小小丘比（聲：加藤英美里）（NPC）

### 魔法少女小圓 Scene 0
愛生眩（聲：早見沙織）

### 外傳漫畫作品的角色

#### 魔法少女小織
美國織莉子（聲：早見沙織）
吳希里華（聲：井口裕香）
千歲由真（聲：久野美咲）
淺古小巻（未實裝）
淺古小糸（未實裝）
優木沙沙（未實裝）
人見里娜（未實裝）
朱音麻衣（未實裝）
佐木京（未實裝）
煤名美緒（未實裝）

### 本作品的原創角色
名（聲：小宮山燈）
在燈塔劇場中迷失的少女。曾經是一名魔法少女，但如今不僅失去了自己的名字，還失去了記憶和外貌。
A-Q（聲：竹達彩奈）
外表看起來像是部分身體變成綠色的丘比，但實際上並非我們所認知的丘比，是一個神秘的存在。名在燈塔劇場中與其相遇。
夜鷹（聲：花澤香菜）
在燈塔劇場內開設商店的神秘生物，外形類似鳥類。在遊戲中負責商店功能，為玩家提供各種道具與服務。

## 開發

### 前期
《魔法少女小圓 Magia Exedra》的企劃始於《魔法紀錄》四週年之際。為了回應玩家對作品的新期待，f4samurai 與 ANIPLEX 開始構思一款能夠結合當代遊戲潮流、提供沉浸式體驗的新作。與《魔法紀錄》的2D為主不同，《魔法少女小圓 Magia Exedra》導入了3D戰鬥與探索系統，讓玩家能以魔法少女的視角，實際走進結界空間。這樣的設計不僅突破技術限制，也重新定義了《魔法少女小圓》系列的互動方式。
企劃早期，劇團イヌカレー（泥犬）提供了「燈塔劇場」的原始概念，作為多元宇宙角色交會的舞台。f4samurai 依據此舞台，著手建構整體世界觀設定，確保能與遊戲機制緊密結合。而 Pokelabo則在這時加入合作開發陣容。f4samurai 依其在《魔法紀錄》中累積的劇本、演出、Live2D 技術經驗，擔任本作的主要開發推手。為了平衡新作與《魔法紀錄》的營運，團隊採用階段性人員移動策略，讓兩邊的品質都能穩定維持，並在《魔法紀錄》最終劇情中埋下與《魔法少女小圓 Magia Exedra》相連的伏筆。

### 中期
隨著企劃逐步成形，開發團隊面臨了劇情與角色整合的重大挑戰。由於《魔法少女小圓 Magia Exedra》涵蓋原作動畫、劇場版、《魔法紀錄》及各類外傳角色，如何不破壞既有形象、又能創造新鮮體驗，成為劇本設計的關鍵。f4samurai 將「こころの器」育成系統作為劇情解鎖機制，玩家透過戰鬥與互動，逐步開啟角色專屬語音與故事，深化情感連結。同時，故事設計採用非線性結構，無論玩家從哪個角色開始，都能獲得完整體驗，並發現彼此間潛藏的關聯。
在視覺表現上，卡牌插圖不再是單一擺拍，而是描繪魔法少女於戰鬥中留下的「記憶」。這些插圖需同時具備畫面張力與角色個性，並考量角色間陣列時的視覺平衡。Live2D 技術則全面升級，加入更多動作與表情，同時導入輪廓光強調立體感。3D 模型也經過嚴密調整，確保角色無論從上方或下方觀看都能呈現不同魅力。在特效方面，開發團隊有意避開寫實3D質感，轉而追求手繪動畫風格的誇張與流動感。例如某些必殺技畫面甚至花費一個月進行微調，只為呈現「原作般的空氣層次與光影變化」。

### 後期
進入營運階段後，《魔法少女小圓 Magia Exedra》的目標是成為「能讓玩家感受到自己生活於魔法少女世界」的作品。透過定期的主線更新與季節性活動，維持世界觀的生命力與連續性。f4samurai 表示，《魔法少女小圓 Magia Exedra》不只是新作，更是《魔法少女小圓》系列的集大成與導航地圖。新玩家可藉此入門，老玩家則能重溫熟悉角色的不同面向。為此，他們將深化劇情的情感設計，強化「讀後感」與「角色親密感」。
此外，開發團隊也正積極招募更多內容企劃人員。f4samurai 的內容企劃不僅需負責進行管理與故事構成，還需參與美術監修與對外合作。企劃案從立案、製作到宣傳皆由團隊一手包辦，是一種高度整合、具挑戰性的職務。他們強調，公司內部具有開放文化，無論資歷、職務，只要對作品有愛、有提案，都能成為被實現的一部分。這也是《魔法少女小圓 Magia Exedra》能保持豐富創意與一致性世界觀的根本原因。

### 製作團隊
- 企劃・發行：Aniplex
- 開發：Pokelabo、f4samurai
- 營運：Pokelabo

### 主題曲
《lighthouse》
作詞、作曲、編曲：梶浦由記，主唱：FictionJunction feat. LINO LEIA

## 外部連結
- 官方網站 （日語和英語）